# Walter E. Williams
Walter Edward Williams (Filadelfia, Pensilvania, 31 de marzo de 1936 - 2 de diciembre de 2020) fue un economista, analista y académico estadounidense. Fue profesor Distinguido John M. Olin en la Universidad George Mason, además de ser un reconocido columnista sindicado y escritor, conocido por sus posiciones libertarias.

## Biografía
La familia de Williams cuando en su niñez consistía de él, su madre y su hermana. Su padre no fue parte de la crianza de ninguno de sus dos hijos. Él creció en Filadelfia. La familia vivió en un principio en el oeste de la ciudad, mudándose luego al norte y al proyecto de viviendas Richard Allen cuando Williams tenía diez años. Entre sus vecinos estaba un joven Bill Cosby. Williams conoció a muchas de las personas de las que Cosby habla en su niñez, entre ellas Weird Harold y Fat Albert.
Williams fue un talentoso estudiante en la secundaria que mostró un desempeño muy inconsistente en sus estudios. Luego de graduarse, se mudó a California con su padre, y estudió en el Los Angeles City College por un semestre. Más adelante dijo que en ese entonces no estaba listo para ser un estudiante serio. En 1959 fue llamado a filas al ejército, y sirvió como soldado raso en el Ejército de los Estados Unidos. Mientras estaba estacionado en el sur del país, "luchó una guerra de un solo hombre en contra de Jim Crow desde el interior del ejército". Desafió el orden racial con declaraciones provocativas a sus compañeros. Esto resultó en que uno de sus oficiales inicie un procedimiento de corte marcial en su contra, pero luego de que Williams se defendiera en la corte fue encontrado inocente. Mientras consideraba presentar cargos en contra del oficial que lo había enviado a la corte marcial, Williams fue transferido a Corea. Al llegar allá, Williams marcó "blanco" en la raza en su formulario de personal. Cuando fue confrontado por esto, Williams respondió irónicamente que si marcaba "negro" terminaría recibiendo los peores trabajos. Desde Corea, Williams escribió una carta al presidente John F. Kennedy denunciando el racismo generalizado en el gobierno y el ejército de los Estados Unidos, y cuestionando las acciones que los estadounidenses negros debían tomar en el asunto, dijo lo siguiente:

“¿Deben los negros ser liberados de sus obligaciones en el servicio militar o continuar defendiendo y muriendo por promesas vacías de libertad e igualdad? ¿O debemos exigir derechos humanos como lo hicieron los Padres Fundadores bajo el riesgo de ser llamados extremistas... Yo sostengo que nos liberemos de la opresión de una forma que sea consecuente con el gran legado de nuestra nación".

Recibió una respuesta del Vicesecretario de Defensa, Alfred B. Fitt, una respuesta que dijo fue "la respuesta más razonable que he recibido de cualquier funcionario gubernamental."
Luego de su servicio militar, volvió a entrar a la universidad mucho más motivado. Williams obtuvo su título en licenciatura en economía en 1965 de la Universidad Estatal De California, Los Ángeles. Obtuvo una maestría (1967) y un doctorado (1972) en economía de UCLA. Sobre sus primeros años de universidad, Williams dice "Más que todo era un radical. Tenía más simpatía por Malcolm X que Martin Luther King porque Malcolm X fue un radical que estaba dispuesto a enfrentarse a la discriminación en formas que yo pensaba debía confrontarse, incluyendo tal vez el uso de la violencia. Pero realmente yo solo quería que me dejen en paz. Pensaba que algunas leyes, como las del salario mínimo, ayudaban a la gente pobre y a la gente pobre negra y protegían a los trabajadores de la explotación. Pensé que eran algo bueno hasta que me vi obligado por mis profesores a observar la evidencia". Mientras estaba en UCLA, Williams estuvo en contacto con economistas como Armen Alchian, James M. Buchanan, y Axel Leijonhufvud, quienes pusieron en tela de juicio sus suposiciones. Williams, siendo alguien que no se veía demasiado impresionado por nadie, también desafiaba a sus profesores. No obstante, al examinar la evidencia de los resultados llegó a la conclusión de que dichos programas eran completos fracasos. "Aprendí de que debes evaluar los efectos de una política y no sus intenciones".
Mientras estudiaba en UCLA, Thomas Sowell llegó al campus en 1969 como profesor visitante. Aunque nunca tomó clases con el Dr. Sowell, se conocieron y comenzaron una amistad que continúa hasta la actualidad. En el verano de 1972 Sowell fue contratado como el director del Urban Institutes Ethnic Minorities Project, al cual Williams se unió poco tiempo después Cartas entre Sowell y Williams fueron incluidas en la obra de 2007 de Sowell "A Man of Letters".

## Trayectoria académica
Williams ha sido profesor de economía en la Universidad George Mason desde 1980, y fue presidente del departamento de economía de la universidad entre 1995 y 2001.
Anteriormente fue parte de la facultad del Los Angeles City College, UCLA, Temple University, y Grove City College. Williams además recibió un título honorífico de la Universidad Francisco Marroquin.

## Como autor
Williams ha escrito diez libros y cientos de artículos. Su columna sindicada es publicada en unos 140 periódicos a lo largo de los Estados Unidos, al igual que en varios sitios web de Creators Syndicate. También escribió y condujo documentales para PBS en 1985. El documental "Good Intentions" fue basado en su libro The State Against Blacks.

## Posiciones políticas y económicas
Como economista, Williams es un seguidor de la economía del libre mercado y se opone a sistemas socialistas de intervención gubernamental. Williams cree que el capitalismo lassez-faire es el sistema más moral y más productivo jamás desarrollado por el hombre. "El capitalismo es relativamente nuevo en la historia de la humanidad. Antes del surgimiento del capitalismo, la forma en la que las personas acumulaban grandes cantidades de riqueza era a través del saqueo y la esclavización de otros seres humanos. El capitalismo hizo posible para las personas el volverse rico sirviendo a otras personas". Al explicar estas teorías, Williams ha dicho "Es un desafío que me gusta mucho: hacer a la economía divertida y entendible".
Entre mediados y fines de los años 1970, Williams realizó una investigación sobre la Ley Davis-Bacon de 1931 y el impacto de las leyes de salario mínimo en los niveles de empleo de las minorías. Su investigación lo llevó a concluir que los programas de intervención gubernamental eran dañinos. Entre aquellos programas estatales que Williams criticaba estaban las leyes de salario mínimo y de acción afirmativa, indicando que ambas inhibían la libertad y eran perjudiciales para los negros que supuestamente trataban de ayudar. Publicó los resultados en su libro The State Against Blacks (lit. "El estado en contra de los Negros"), en donde argumentó que las leyes que regulan la actividad económica son obstáculos mucho más grandes para el progreso económico de los negros que la intolerancia racial y la discriminación. Williams ha continuado hablando sobre el tema y ha escrito una serie de artículos que detallan su posición de que incrementos en el salario mínimo hace que los trabajadores poco capacitados queden fuera del mercado, eliminando así oportunidades para que sean contratados. Williams cree que el racismo y el legado de la esclavitud en los Estados Unidos reciben demasiado énfasis como problemas a los que la comunidad negra se enfrenta hoy en día. Hace hincapié en los efectos adversos de un estado del bienestar y en la desintegración de la familia negra como problemas más urgentes. "El estado del bienestar ha provocado en los negros estadounidenses lo que la esclavitud no pudo hacer, y eso es la destrucción de la familia negra". Williams se opone a las leyes anti-discriminación que son dirigidas al sector privado ya que dichas leyes infringen el derecho de las personas a la libertad de asociación.
Williams ve a las leyes de control sobre la posesión de armas como una violación del gobierno a los derechos individuales, y argumenta que terminan poniendo a las personas en peligro y no logran reducir el crimen. Williams también dice que la verdadera prueba de que si un individuo es dueño de algo es si tiene o no el derecho de venderlo. Llevando este argumento a la conclusión, apoya la legalización de la venta personal de órganos. Argumenta que la prohibición a las personas de vender sus órganos es una violación a los derechos de propiedad individuales, y pregunta "Si yo no soy dueño de mis órganos, por favor díganme, ¿quién lo es?"
Sobre el federalismo, Williams está en favor de que el poder esté en manos de los estados, y que el gobierno federal tenga un poder limitado. Hace hincapié de que esto estaba estipulado en los documentos de fundación de los Estados Unidos, los cuales fueron socavados en gran medida por los eventos de la guerra civil.
"La guerra entre los Estados arregló a la fuerza la pregunta sobre si los estados pueden separarse de la unión. Una vez quedó establecido que los estados no podían separarse, el gobierno federal, con una Corte Suprema de cómplice que no estaba dispuesta a hacer cumplir sus límites constitucionales, pudo atropellar los derechos de los estados, al punto que las protecciones de las Novena y Décima Enmiendas significan muy poco o nada hoy en día. La guerra no solo sentó las bases para la eventual anulación o debilitación de las protecciones constitucionales en contra de los abusos del gobierno central, sino que también puso fin al gran principio enunciado en la Declaración de Independencia que dice que 'Los gobiernos son instituidos entre los hombres, derivando sus justos poderes del consenso de los gobernados".
En relación con los documentos de fundación, Williams concluye que es el derecho de los estados de los Estados Unidos de separarse de la unión si así lo desean, así como intentaron varios estados durante la Guerra Civil. Ha apoyado al Free State Project públicamente en por lo menos dos columnas y una vez en televisión. El apoyo de Williams se dio antes del incremento más alto en las membresías en la primera fase de 5000 personas.
Williams considera que los programas de discriminación positiva y las leyes de salario mínimo que tienen la intención de ayudar a las minorías han tenido, al contrario, efectos negativos sobre ellos y han ahogado su habilidad de avanzar en la sociedad. "La discriminación positiva ha llevado, creo yo, a que muchos afroamericanos esperen favores del sistema y no trabajen más duro de lo que deberían. Es decir, si sabes que vas a poder entrar a la universidad debido al sistema de discriminación positiva -o diversidad como es llamado hoy en día- entonces, ¿de qué sirve trabajar duro en la escuela secundaria? Así esto puede que sea un perjuicio al espíritu de las personas. Y creo que la premisa básica de aquellos a aboga por la discriminación positiva es que los problemas a los que se enfrentan hoy en día los afroestadounidenses son el resultado de discriminación racial". En reacción a lo que él ve como sensibilidad racial inapropiada que observó era un perjuicio para los negros en la educación superior, Williams comenzó a ofrecer a sus colegas en los años setenta un "certificado de amnistía y perdón" a todos los blancos por los pecados de la civilización occidental contra los negros - y "de esta manera los obligué a no actuar como unos malditos tontos en sus relaciones con estadounidenses de ascendencia africana". Aún lo sigue ofreciendo. El certificado puede ser obtenido en su sitio web.
Williams está en contra del Sistema de la Reserva Federal. También ha comparado la política monetaria de los Estados Unidos a "falsificación" de dinero: "Conociendo los peligros que presentan los bancos centrales, podríamos preguntarnos si efectivamente nuestro país necesita del Banco de la Reserva Federal. Cuando me dicen que uno u otro programa gubernamental es necesario, siempre les pregunto que hacíamos anteriormente. Resulta que no tuvimos un banco central entre 1836, cuando el Presidente Andrew Jackson cerró el Segundo Banco de los Estados Unidos, hasta 1913, cuando se redactó la Ley de la Reserva Federal. En ese intervalo, prosperamos y nos convertimos en una de las potencias económicas del mundo".
En sus obras, Williams desarrolla las teorías de F. A. Hayek, Ludwig von Mises, Henry Hazlitt, y Milton Friedman, al igual que el anteriormente mencionado Thomas Sowell, y ha dicho que el libro de Ayn Rand de 1967 Capitalismo: el ideal desconocido es "una de las mejores defensas y explicaciones que uno puede leer sobre el capitalismo".
Además de sus publicaciones semanales, Wiliams se ha vuelto conocido a nivel nacional como un popular invitado en el programa de radio de Rush Limbaugh cuando Limbaugh se encuentra viajando. Reason se ha referido a Williams como "una de las principales voces libertarias del país". En 2009, Greg Ransom, un escritor del Instituto Mises, ubicó a Williams como el tercer intelectual público "hayekiano" más importante en los Estados Unidos, detrás solamente de Thomas Sowell y John Stossel.

## Actividades sin fines de lucro
Williams es parte de la junta directiva de varias organizaciones sin fines de lucro, entre ellas el Bruin Alumni Association y el Grove City College.

## Propuestas para campaña presidencial
El caricaturista Bruce Tinsley, a través de su cómic Mallard Fillmore, lanzó una campaña para elegir a Williams como un posible candidato republicano para la nominación a las elecciones presidenciales de 2008. Aunque Williams en un principio no descartó la idea por completo, finalmente decidió no postularse y apoyó la candidatura de Ron Paul.

## Vida privada
Williams y su esposa Connie Taylor estuvieron casados desde 1960 hasta su muerte el 29 de diciembre de 2007. Tienen una hija, Devyn. Además, Williams es el primo del exjugador de la NBA Julius Erving.
En 2011, Williams se retiró de la junta directiva de Media General. Fue presidente de la junta directiva entre 2001 y 2011 y fue presidente del Comité de Auditores.

## Obras
- America: a Minority Viewpoint (1982) ISBN 0-8179-7562-4
- The State Against Blacks (1982) ISBN 0-07-070378-7
- All It Takes Is Guts: A Minority View (1987) ISBN 0-89526-569-9
- South Africa's War Against Capitalism (1989) ISBN 0-275-93179-X
- Do the Right Thing: The People's Economist Speaks (1995) ISBN 0-8179-9382-7
- More Liberty Means Less Government: Our Founders Knew This Well (1999) ISBN 0-8179-9612-5
- Liberty versus the Tyranny of Socialism: Controversial Essays (2008) ISBN 0-8179-4912-7
- Up from the Projects: An Autobiography (2010) ISBN 0-8179-1254-1
- Race and Economics: How Much Can Be Blamed on Discrimination? (2011) ISBN 978-0-8179-1244-4

## Documental
- Good Intentions en YouTube. (1982) Documental de 27 Min en PBS basado en su libro, "The State Against Blacks" (en inglés)

## Presentaciones públicas
- The Legitimate Role of Government in Free Society en YouTube. 80 minutos (en inglés)
- Government Intervention and Individual Freedom en YouTube. 52 minutos (en inglés)
- How Much Can Discrimination Explain? en YouTube. 50 minutos (en inglés)
- Prager University 5 minutos (cada uno) (en inglés)

### Texto
- Página de Walter Williams en GMU (en inglés)
- Biografía en GMU (en inglés)
- Walter Williams en Creators Syndicate (en inglés)
- Artículos sindicados (en townhall.com) (feed rss) (en el Jewish World Review) (en inglés)
- Citas de Walter Williams (en inglés)
- Biografía y lista de artículos escritos por Walter Williams en Capitalism Magazine (en inglés)
- Economics for the Citizen (en inglés)
- His Introduction (pdf) to Choosing the Right College (en inglés)
- Presentaciones de Walter E. Williams Lectures del Intercollegiate Studies Institute (en inglés)
- Entrevista con el Dr. Walter E. Williams en Free Market Mojo (en inglés)

### Audio
- Podcasts de artículos recientes de Williams Archivado el 11 de febrero de 2021 en Wayback Machine. (en inglés)
- Roberts, Russ (16 de octubre de 2006). «Walter Williams on Life, Liberty and Economics». EconTalk (en inglés). Library of Economics and Liberty.
- Entrevista con Walter E. Williams en el National Review Online (en inglés)

### Video
- C-SPAN Q&A entrevista con Williams, 18 de marzo de 2012 (58 min)
- Casey Lartigue Show with Eliot Morgan Walter E. Williams on reparations, 28 de abril de 2007 (24 min) en YouTube. (en inglés)

- Datos: Q7964738
- Multimedia: Walter E. Williams / Q7964738